# Trijntje Pieters Westra

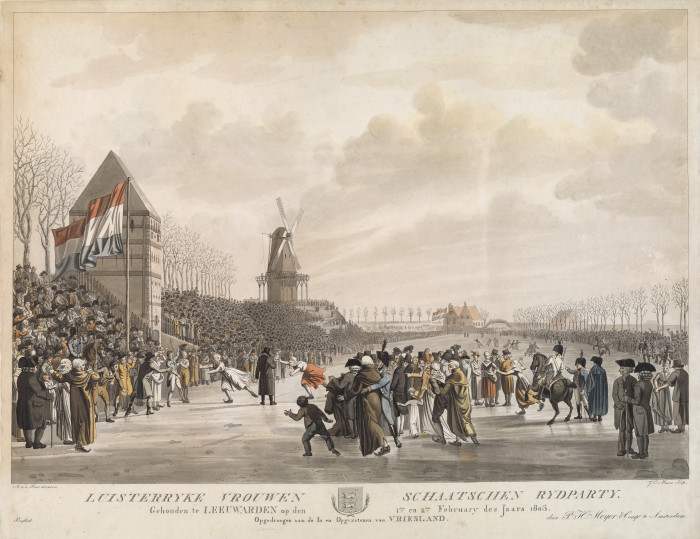
Luisterrijke Vrouwen Schaatschen Rijdparty. Een gravure afbeeldende de eerste vrouwenschaatswedstrijd, Leeuwarden 1805.

Trijntje Pieters Westra (Gauw, 7 december 1783 – Terzool, 3 september 1861) won de vroegst bekende schaatswedstrijd voor vrouwen.
Op 1 en 2 februari 1805 werd op de stadsgracht van Leeuwarden de allereerste schaatswedstrijd voor vrouwen geschaatst. Westra werd eerste in de wedstrijd die als afvalrace van telkens twee dames over 140 meter werd gereden. Er waren 130 rijdsters ingeschreven. Meer dan 10.000 toeschouwers woonden de tweedaagse wedstrijd bij. Westra won een gouden oorijzer ter waarde van 105 gulden.